# سیمین‌ماهی خیزآب
سیمین‌ماهی خیزاب (نام علمی: Hypomesus pretiosu) نام یک گونه از سرده سیمین‌ماهی‌های شمالی است.